# Црква Светог Архангела Михаила у Сребреници
Црква Светог Архангела Михаила једнобродна је грађевина у Сребреници, Република Српска. Припада епархији зворничко-тузланској, а посвећена је Светом Архангелу Михаилу.

## Историја
Градња цркве започета је 1960их година, а главни пројектант био је архитекта Бранислав Холцлајтнер. Сазидана је од каменитог гранита, без куполе, покривена је црепом и има звоник са једним звоном. Главни мајстор био је Стеван Милошевић са својим синовима Обрадином и Видојем, а радове је надзирао архитекта Драгутин Арсеновић. Када је градња завршена 1971. године, Епископ зворничко-тузлански Лонгин осветио је храм. Према предању, на овом месту је раније постојала црква брвнара која је срушена због дотрајалости приликом изградње нове цркве. Пре брвнаре на овом месту била је молионица Деспота Стефана Лазаревића, подигнута 1413. године, коју је користио као лично место молитве.
Црква је у Одбрамбено-отаџбинском рату 1992—1995. године знатно оштећена, а поред унутрашњости која је демолирана, сав инвентар је уништен. У том периоду уништене су и две спомен-плоче добротвора цркве, једна делимично, а две су преживеле. Црква је убрзо након рата реновирана и оспособљена за рад и богослужење.

## Архитектура и унутрашњост
Црква није живописана, а као привремено решење направљен је иконостас од иверице. Иконе на иконостасу дело су непознатог аутора.